# Eugenio Martín
Eugenio Martín (vollständiger Name Eugenio Martín Márquez; * 15. Mai 1925 in Ceuta; † 23. Januar 2023 in Madrid) war ein spanischer Regisseur und Drehbuchautor.

## Leben
Martíns Familie musste aufgrund des Bürgerkriegs nach Granada fliehen, wo er aufwuchs. Er studierte an der Universität Granada Rechtswissenschaften; nach der Veröffentlichung eines Gedichtbandes drehte er Mitte bis Ende der 1950er Jahre einige Kurzfilme. Seine Spielfilmkarriere begann Ende der 1950er Jahre als Regieassistent bei den größeren Produktionen Sindbads siebente Reise (1958) und Die drei Welten des Gulliver (1960). Darauf folgten in eigener Inszenierungen Filme meist abenteuerlicher Stoffe und Ende der 1960er einige Italowestern. 1972 drehte er mit dem Horrorfilm Horror-Expreß einen nachmaligen Kultfilm.
2008 wurde seine Biographie „Eugenio Martin un autor para todos los generos“ veröffentlicht.
Bei den meisten Filmen verwendete er die Pseudonyme Eugenio Martin, Eugen Martin, Gene Martin oder Jean Martin. Er war mit der dänischen Schauspielerin Lone Fleming verheiratet.

## Filmografie
- 1955: Viaje romántico a Granada (Kurzfilm)
- 1961: Despedida de soltero
- 1961: Unter der Flagge der Freibeuter (Il conquistatore di Maracaibo)
- 1962: Nur tote Zeugen schweigen (Ipnosi)
- 1964: Die goldene Göttin vom Rio Beni
- 1965: Der Rächer von Sevilla (L'uomo di Toledo)
- 1966: Ohne Dollar keinen Sarg (El precio de un hombre)
- 1969: Las Leandras
- 1969: Das Leben geht weiter (La vida sigue igual)
- 1970: Una señora estupenda
- 1971: Matalo (…y seguian robandose el millon de dolares)
- 1971: La última señora Anderson
- 1972: Viva Pancho Villa (El desafío de Pancho Villa)
- 1972: Horror-Expreß (Panico en el Transiberiano)
- 1973: Die Saat der Angst (Una vela para el diablo)
- 1973: Das Mädchen aus der roten Mühle (La chica del molino rojo)
- 1974: Mörder-Roulette (El clan de los inmorales) (nur Drehbuch)
- 1975: No quiero perder la honra
- 1976: Call Girl (La vida privada de una señorita bien)
- 1976: Esclava te doy
- 1977: Tengamos la guerra en paz
- 1980: Aquella casa en las afueras
- 1981: La capilla ardiente (nur Drehbuch)
- 1981: Cervantes (Fernseh-Miniserie; nur Drehbuch)
- 1981: Supernatural (Sobrenatural)
- 1982: Juanita la Larga (Fernseh-Miniserie)
- 1987: Die Saat des Hasses (Vísperas) (Fernseh-Miniserie)
- 1996: La sal de la vida